# Saltos ornamentais no Campeonato Mundial de Esportes Aquáticos de 2019 - Trampolim 3 m individual masculino
A prova do trampolim 3 m individual masculino dos saltos ornamentais no Campeonato Mundial de Esportes Aquáticos de 2019 foi realizada entre os dias 17 de julho e 18 de julho, em Gwangju, na Coreia do Sul. 

## Calendário
Horário local (UTC+9). 
| Fase              | Data        | Hora  |
| ----------------- | ----------- | ----- |
| Rodada preliminar | 17 de julho | 10:00 |
| Semifinal         | 17 de julho | 15:30 |
| Final             | 18 de julho | 20:45 |

## Medalhistas
| Ouro           | Prata          | Bronze             |
| Xie Siyi (CHN) | Cao Yuan (CHN) | Jack Laugher (GBR) |

## Resultados
Esses foram os resultados da competição.
| Pos.              | Saltador              | Nacionalidade  | Preliminar | Preliminar | Semifinal     | Semifinal     | Final         | Final         |
| Pos.              | Saltador              | Nacionalidade  | Pontos     | Pos.       | Pontos        | Pos.          | Pontos        | Pos.          |
| ----------------- | --------------------- | -------------- | ---------- | ---------- | ------------- | ------------- | ------------- | ------------- |
| Medalha de ouro   | Xie Siyi              | China          | 499.15     | 1          | 522.60        | 1             | 545.45        | 1             |
| Medalha de prata  | Cao Yuan              | China          | 451.35     | 4          | 469.30        | 2             | 517.85        | 2             |
| Medalha de bronze | Jack Laugher          | Reino Unido    | 485.50     | 2          | 468.45        | 3             | 504.55        | 3             |
| 4                 | Woo Ha-ram            | Coreia do Sul  | 457.70     | 3          | 430.65        | 11            | 478.80        | 4             |
| 5                 | David Boudia          | Estados Unidos | 424.45     | 7          | 464.20        | 4             | 458.10        | 5             |
| 6                 | Patrick Hausding      | Alemanha       | 418.25     | 9          | 446.20        | 9             | 452.25        | 6             |
| 7                 | Mike Hixon            | Estados Unidos | 423.05     | 8          | 428.00        | 12            | 449.95        | 7             |
| 8                 | Rommel Pacheco        | México         | 427.30     | 6          | 451.55        | 6             | 443.30        | 8             |
| 9                 | Nikita Shleikher      | Rússia         | 436.30     | 5          | 452.15        | 5             | 442.95        | 9             |
| 10                | Evgeny Kuznetsov      | Rússia         | 416.10     | 12         | 447.55        | 8             | 434.55        | 10            |
| 11                | Sebastián Morales     | Colômbia       | 399.50     | 17         | 448.45        | 7             | 433.50        | 11            |
| 12                | Oleh Kolodiy          | Ucrânia        | 402.75     | 16         | 438.60        | 10            | 421.40        | 12            |
| 13                | Matthew Carter        | Austrália      | 416.35     | 11         | 420.00        | 13            | Não avançaram | Não avançaram |
| 14                | Daniel Restrepo       | Colômbia       | 404.95     | 15         | 413.95        | 14            | Não avançaram | Não avançaram |
| 15                | Martin Wolfram        | Alemanha       | 408.55     | 14         | 403.50        | 15            | Não avançaram | Não avançaram |
| 16                | Francois Imbeau-Dulac | Canadá         | 409.30     | 13         | 395.20        | 16            | Não avançaram | Não avançaram |
| 17                | Rafael Quintero       | Porto Rico     | 396.70     | 18         | 376.45        | 17            | Não avançaram | Não avançaram |
| 18                | Oliver Dingley        | Irlanda        | 417.95     | 10         | 358.95        | 18            | Não avançaram | Não avançaram |
| 19                | Ken Terauchi          | Japão          | 395.80     | 19         | Não avançaram | Não avançaram | Não avançaram | Não avançaram |
| 20                | Yona Knight-Wisdom    | Jamaica        | 390.20     | 20         | Não avançaram | Não avançaram | Não avançaram | Não avançaram |
| 21                | Kacper Lesiak         | Polónia        | 389.90     | 21         | Não avançaram | Não avançaram | Não avançaram | Não avançaram |
| 22                | Guillaume Dutoit      | Suíça          | 383.45     | 22         | Não avançaram | Não avançaram | Não avançaram | Não avançaram |
| 23                | Lorenzo Marsaglia     | Itália         | 379.00     | 23         | Não avançaram | Não avançaram | Não avançaram | Não avançaram |
| 24                | Li Shixin             | Austrália      | 377.75     | 24         | Não avançaram | Não avançaram | Não avançaram | Não avançaram |
| 25                | Ooi Tze Liang         | Malásia        | 376.95     | 25         | Não avançaram | Não avançaram | Não avançaram | Não avançaram |
| 26                | Alexis Jandard        | França         | 376.90     | 26         | Não avançaram | Não avançaram | Não avançaram | Não avançaram |
| 27                | Mohab Ishak           | Egito          | 376.75     | 27         | Não avançaram | Não avançaram | Não avançaram | Não avançaram |
| 28                | Sho Sakai             | Japão          | 375.00     | 28         | Não avançaram | Não avançaram | Não avançaram | Não avançaram |
| 29                | Philippe Gagné        | Canadá         | 370.40     | 29         | Não avançaram | Não avançaram | Não avançaram | Não avançaram |
| 30                | Giovanni Tocci        | Itália         | 363.20     | 30         | Não avançaram | Não avançaram | Não avançaram | Não avançaram |
| 31                | Jonathan Suckow       | Suíça          | 362.65     | 31         | Não avançaram | Não avançaram | Não avançaram | Não avançaram |
| 32                | Adrián Abadía         | Espanha        | 360.35     | 32         | Não avançaram | Não avançaram | Não avançaram | Não avançaram |
| 33                | Kim Yeong-taek        | Coreia do Sul  | 356.65     | 33         | Não avançaram | Não avançaram | Não avançaram | Não avançaram |
| 34                | Laydel Domínguez      | Cuba           | 352.00     | 34         | Não avançaram | Não avançaram | Não avançaram | Não avançaram |
| 35                | Yury Naurozau         | Bielorrússia   | 348.65     | 35         | Não avançaram | Não avançaram | Não avançaram | Não avançaram |
| 36                | Nicolás García        | Espanha        | 348.35     | 36         | Não avançaram | Não avançaram | Não avançaram | Não avançaram |
| 37                | Stanislav Oliferchyk  | Ucrânia        | 346.30     | 37         | Não avançaram | Não avançaram | Não avançaram | Não avançaram |
| 38                | Andrzej Rzeszutek     | Polónia        | 344.20     | 38         | Não avançaram | Não avançaram | Não avançaram | Não avançaram |
| 39                | Gwendal Bisch         | França         | 341.45     | 39         | Não avançaram | Não avançaram | Não avançaram | Não avançaram |
| 40                | Mark Lee              | Singapura      | 339.85     | 40         | Não avançaram | Não avançaram | Não avançaram | Não avançaram |
| 41                | Chew Yiwei            | Malásia        | 332.65     | 41         | Não avançaram | Não avançaram | Não avançaram | Não avançaram |
| 42                | Liam Stone            | Nova Zelândia  | 332.15     | 42         | Não avançaram | Não avançaram | Não avançaram | Não avançaram |
| 43                | Angello Alcebo        | Cuba           | 327.80     | 43         | Não avançaram | Não avançaram | Não avançaram | Não avançaram |
| 44                | Juraj Melša           | Croácia        | 326.30     | 44         | Não avançaram | Não avançaram | Não avançaram | Não avançaram |
| 45                | Diego Carquin         | Chile          | 317.70     | 45         | Não avançaram | Não avançaram | Não avançaram | Não avançaram |
| 46                | James Heatly          | Reino Unido    | 315.40     | 46         | Não avançaram | Não avançaram | Não avançaram | Não avançaram |
| 47                | Youssef Ezzat         | Egito          | 308.65     | 47         | Não avançaram | Não avançaram | Não avançaram | Não avançaram |
| 48                | Anton Down-Jenkins    | Nova Zelândia  | 307.30     | 48         | Não avançaram | Não avançaram | Não avançaram | Não avançaram |
| 49                | Donato Neglia         | Chile          | 299.50     | 49         | Não avançaram | Não avançaram | Não avançaram | Não avançaram |
| 50                | Alejandro Islas       | México         | 295.90     | 50         | Não avançaram | Não avançaram | Não avançaram | Não avançaram |
| 51                | Luis Moura            | Brasil         | 287.95     | 51         | Não avançaram | Não avançaram | Não avançaram | Não avançaram |
| 52                | Kawan Pereira         | Brasil         | 275.90     | 52         | Não avançaram | Não avançaram | Não avançaram | Não avançaram |
| 53                | Sandro Melikidze      | Geórgia        | 269.00     | 53         | Não avançaram | Não avançaram | Não avançaram | Não avançaram |
| 54                | Abdulrahman Abbas     | Kuwait         | 253.45     | 54         | Não avançaram | Não avançaram | Não avançaram | Não avançaram |
| 55                | Davron Botirov        | Uzbequistão    | 251.45     | 55         | Não avançaram | Não avançaram | Não avançaram | Não avançaram |
| 56                | Rungsiman Yanmongkon  | Tailândia      | 218.50     | 56         | Não avançaram | Não avançaram | Não avançaram | Não avançaram |
| 57                | Rashid Al-Harbi       | Kuwait         | 181.80     | 57         | Não avançaram | Não avançaram | Não avançaram | Não avançaram |